# Grammodes rogenhoferi
Grammodes rogenhoferi är en fjärilsart som beskrevs av Bohatsch 1879. Grammodes rogenhoferi ingår i släktet Grammodes och familjen nattflyn. Inga underarter finns listade i Catalogue of Life.